# Tarnobrzeskie Zeszyty Historyczne
Tarnobrzeskie Zeszyty Historyczne – tarnobrzeskie wydawnictwo wydawane przez Tarnobrzeskie Towarzystwo Historyczne. W swojej tematyce nawiązuje do historii Tarnobrzega. Każdy numer prezentuje inny temat.

## Lista
Niniejsza lista prezentuje wszystkie numery wydane do lipca 2010 r. wraz z podejmowaną tematyką:
1. Żydzi tarnobrzescy
2. AK Obwód Tarnobrzeg
3. Bibliografia
4. Młodzieżowy Ruch Oporu
5. Harcerstwo w Tarnobrzegu 1922 - 1992
6. Tarnobrzeg 1593 - 1993
7. Oświata tarnobrzeska
8. Puszcza sandomierska
9. Wolność i Niezawisłość Obwód Tarnobrzeg 1945 - 1954
10. Kościoły Tarnobrzega
11. Tarnowscy na Dzikowie
12. Solidarność 1980 - 1981
13. Narodowa Organizacja Wojskowa Obwód Tarnobrzeg. Tarzan i jego żołnierze
14. Stan wojenny w Tarnobrzegu
15. Tarnobrzeżanie w przedwojennej karykaturze
16. Tarnobrzeg Bibliografia
17. Tarnobrzescy kawalerowie Virtuti
18. Kultura w przedwojennym Tarnobrzegu
19. Cmentarze Tarnobrzega
20. 90 lat Liceum w Tarnobrzegu
21. Sport w przedwojennym Tarnobrzegu
22. Literatura ludowa ziemi tarnobrzeskiej
23. Tarnobrzeg. Dzieje administracyjne miasta i powiatu
24. Tarnobrzeg i okolice podczas I wojny światowej
25. Tarnobrzescy artyści
26. Tarnobrzeżanie w wojnie 1920 roku
27. Machów którego nie ma
28. Tarnobrzeski wrzesień 1939
29. Tarnobrzescy Katyńczycy
30. Tarnobrzeżanie w KL Auschwitz i innych obozach niemieckich
31. Służba zdrowia w przedwojennym Tarnobrzegu
32. Straże ogniowe w Tarnobrzegu
33. Strzelec w Tarnobrzegu